# Frank Stallone
Frank Stallone Jr, (Nova Iorque, 30 de julho de 1950) é um ator, cantor, guitarrista e compositor americano. Irmão do ator Sylvester Stallone, é conhecido também por atuar em diversos filmes e seriados norte-americanos, assim como por contribuir com a trilha sonora de diversos filmes estrelados por seu irmão.

## Biografia
Filho de Jacqueline Labofish (Jackie Stallone, após casada), uma astróloga, e Frank Stallone, um cabeleireiro natural italiano, Frank Stallone Jr. nasceu em New York City, estado de New York. Frank Stallone começou sua carreira trabalhando como cantor de jazz (à maneira de seu maior ídolo, Frank Sinatra). Seu maior hit é "Far From Over", canção de 1983, que fez parte da trilha sonora do filme "Os Embalos de Sábado Continuam", sequência de "Os Embalos de Sábado à Noite", dirigida e produzida por Sylvester Stallone. Apesar de o filme ser considerada "a pior continuação de um filme de todos os tempos", "Far From Over" destacou-se por alcançar o posto de 10ª música mais tocada no Hot 100 da Billboard.
Esta canção - Far From Over - ainda rendeu ao cantor a posição 92 na lista "Top 100 One Hit Wonder Of The 80′s (100 melhores bandas de um hit só dos anos 80)" do canal VH1.[carece de fontes?]

## Discografia
- Songs From the Saddle (2005)
- In Love In Vain (2003)
- Frankie and Billy (2002)
- Stallone on Stallone – By Request (2002)
- Full Circle (2000)
- Soft and Low (1999)
- Close Your Eyes (1993)
- Day in Day Out (1991)
- Frank Stallone (1984)

## Filmografia
- Fred Claus (Titio Noel) (2007)... Frank Stallone
- Rocky Balboa (2006)... Cliente do Restaurante
- Get Carter (O Implacável) (2000)... Homem no funeral
- Tombstone (A Justiça está Chegando) (1993)... Ed Bailey
- Hudson Hawk (Falcão à Solta) (1991)... Cesar Mario
- Terror in Beverly Hills (1991)... Hack Stone
- Barfly - Condenados pelo Vício (1987)... Eddie
- Rambo II: A Missão (1985)... Cantor ("Peace In Our Life")
- Os Embalos de Sábado Continuam (1983)... Carl
- Rocky III - O Desafio Supremo (1982)... Cantor/Oponente
- Rocky II - A Revanche (1979)... Cantor
- Rocky - Um Lutador (1976)... Cantor